# 8045 Kamiyama
8045 Kamiyama è un asteroide della fascia principale. Scoperto nel 1995, presenta un'orbita caratterizzata da un semiasse maggiore pari a 2,6003222 UA e da un'eccentricità di 0,1351825, inclinata di 11,98965° rispetto all'eclittica.